# Ascoli Calcio 1898 1975-1976
Questa voce raccoglie le informazioni riguardanti l'Ascoli Calcio nelle competizioni ufficiali della stagione 1975-1976.

## Stagione
Nella stagione 1975-1976 l'Ascoli ha concluso al quattordicesimo posto in Serie A a pari punti 23, con la Lazio, ma per differenza reti i bianconeri retrocedono in Serie B dopo due stagioni nella massima serie, il computo della differenza reti per la Lazio è di -5, per l'Ascoli di -15. Con l'Ascoli retrocedono il Como con 21 punti ed il Cagliari con 19 punti, lo scudetto è stato vinto per la settima volta dal Torino con 45 punti, davanti alla Juventus con 43 punti. 
Il destino dei bianconeri piceni si decide sul filo di lana del torneo, nell'ultima giornata a Como si gioca Como-Lazio che termina (2-2) con la retrocessione dei lariani, a Roma l'Ascoli passa in vantaggio nel primo tempo e sarebbe salvo, ma nella ripresa viene raggiunto dai giallorossi (1-1), un pareggio che salva la Lazio e manda l'Ascoli in Serie B.
Nella Coppa Italia la squadra ascolana chiude il proprio girone di qualificazione estivo a quota 5 punti, uno in meno della Lazio qualificatasi al secondo turno.

## Organigramma societario
Area direttiva
- Presidente: Costantino Rozzi

Staff tecnico
- Allenatore: Enzo Riccomini

## Rosa
| N. |                   | Ruolo | Calciatore        |
| -- | ----------------- | ----- | ----------------- |
|    | Italia (bandiera) | P     | Marcello Grassi   |
|    | Italia (bandiera) | P     | Angelo Recchi     |
|    | Italia (bandiera) | D     | Antonio Logozzo   |
|    | Italia (bandiera) | D     | Eugenio Perico    |
|    | Italia (bandiera) | D     | Francesco Scorsa  |
|    | Italia (bandiera) | D     | Giuliano Castoldi |
|    | Italia (bandiera) | D     | Gaetano Legnaro   |
|    | Italia (bandiera) | D     | Mario Colautti    |
|    | Italia (bandiera) | D     | Donato Anzivino   |
|    | Italia (bandiera) | D     | Gilberto Mancini  |

| N. |                   | Ruolo | Calciatore       |
| -- | ----------------- | ----- | ---------------- |
|    | Italia (bandiera) | C     | Mario Morello    |
|    | Italia (bandiera) | C     | Steno Gola       |
|    | Italia (bandiera) | C     | Elvio Salvori    |
|    | Italia (bandiera) | C     | Mario Vivani     |
|    | Italia (bandiera) | C     | Angelo Calisti   |
|    | Italia (bandiera) | C     | Ezio Minigutti   |
|    | Italia (bandiera) | C     | Fausto Landini   |
|    | Italia (bandiera) | A     | Massimo Silva    |
|    | Italia (bandiera) | A     | Pierino Ghetti   |
|    | Italia (bandiera) | A     | Flaviano Zandoli |

## Risultati

### Serie A

#### Girone di andata
| Arbitro: | Michelotti (Parma) |

|                 |           |  |
| Gola 57’ (rig.) | Marcatori |  |

| Cagliari 12 ottobre 1975 2ª giornata | Cagliari          | 0 – 0 | Ascoli | Stadio Sant'Elia\| Arbitro: \| Bergamo (Livorno) \| |
| Arbitro:                             | Bergamo (Livorno) |       |        |                                                     |

| Arbitro: | Menicucci (Firenze) |

|          |           |               |
| Gola 36’ | Marcatori | 31’ P. Pulici |

| Arbitro: | Benedetti (Roma) |

|                                               |           |  |
| F. Vincenzi 35’ Bigon 43’, 79’ E. Calloni 74’ | Marcatori |  |

| Ascoli Piceno 9 novembre 1975 5ª giornata | Ascoli            | 0 – 0 | Cesena | Stadio Cino e Lillo Del Duca\| Arbitro: \| Barboni (Firenze) \| |
| Arbitro:                                  | Barboni (Firenze) |       |        |                                                                 |

| Arbitro: | Gussoni (Tradate) |

|           |           |  |
| Luppi 18’ | Marcatori |  |

| Arbitro: | Prati (Parma) |

|                      |           |                      |
| Gola 46’ Morello 54’ | Marcatori | 89’ (rig.) Chinaglia |

| Como 7 dicembre 1975 8ª giornata | Como                        | 0 – 0 | Ascoli | Stadio Giuseppe Sinigaglia\| Arbitro: \| Moretto (San Donà di Piave) \| |
| Arbitro:                         | Moretto (San Donà di Piave) |       |        |                                                                         |

| Napoli 14 dicembre 1975 9ª giornata | Napoli        | 0 – 0 | Ascoli | Stadio San Paolo\| Arbitro: \| Ciulli (Roma) \| |
| Arbitro:                            | Ciulli (Roma) |       |        |                                                 |

| Arbitro: | Casarin (Milano) |

|  |           |                                     |
|  | Marcatori | 26’ Damiani 41’ S. Gori 89’ Bettega |

| Arbitro: | Trinchieri (Reggio Emilia) |

|                                     |           |  |
| Oriali 4’ Boninsegna 63’ Cesati 68’ | Marcatori |  |

| Arbitro: | Lazzaroni (Milano) |

|             |           |                           |
| Zandoli 38’ | Marcatori | 79’ Vannini 89’ Novellino |

| Arbitro: | Menegali (Roma) |

|            |           |                |
| Ghetti 44’ | Marcatori | 58’ Rossinelli |

| Arbitro: | V. Lattanzi (Roma) |

|             |           |            |
| Clerici 48’ | Marcatori | 52’ Ghetti |

| Ascoli Piceno 2 febbraio 1976 15ª giornata | Ascoli        | 0 – 0 | Roma | Stadio Cino e Lillo Del Duca\| Arbitro: \| Prati (Parma) \| |
| Arbitro:                                   | Prati (Parma) |       |      |                                                             |

#### Girone di ritorno
| Firenze 9 febbraio 1976 16ª giornata | Fiorentina      | 0 – 0 | Ascoli | Stadio Comunale\| Arbitro: \| Schena (Foggia) \| |
| Arbitro:                             | Schena (Foggia) |       |        |                                                  |

| Arbitro: | Lops (Torino) |

|           |           |                 |
| Silva 17’ | Marcatori | 85’ V. Graziani |

| Arbitro: | Gialluisi (Barletta) |

|                                                  |           |          |
| P. Pulici 28’ (rig.) C. Sala 35’ F. Graziani 88’ | Marcatori | 4’ Silva |

| Arbitro: | Bergamo (Livorno) |

|  |           |             |
|  | Marcatori | 30’ Benetti |

| Arbitro: | Barbaresco (Cormons) |

|                              |           |            |
| Festa 6’ Ceccarelli 41’, 81’ | Marcatori | 4’ Zandoli |

| Arbitro: | Panzino (Catanzaro) |

|                 |           |  |
| Zandoli 9’, 79’ | Marcatori |  |

| Arbitro: | Ciacci (Firenze) |

|                                             |           |          |
| Martini 46’ Scorsa 60’ (aut.) Chinaglia 74’ | Marcatori | 83’ Gola |

| Arbitro: | Vannucchi (Bologna) |

|                 |           |               |
| Gola 63’ (rig.) | Marcatori | 31’ Scanziani |

| Ascoli Piceno 4 aprile 1976 24ª giornata | Ascoli        | 0 – 0 | Napoli | Stadio Cino e Lillo Del Duca\| Arbitro: \| Prati (Parma) \| |
| Arbitro:                                 | Prati (Parma) |       |        |                                                             |

| Arbitro: | Lazzaroni (Milano) |

|                          |           |                 |
| Bettega 13’ Altafini 71’ | Marcatori | 53’ (rig.) Gola |

| Arbitro: | Agnolin (Bassano del Grappa) |

|                |           |  |
| Silva 82’, 83’ | Marcatori |  |

| Arbitro: | Gussoni (Tradate) |

|             |           |             |
| Baiardo 44’ | Marcatori | 70’ Zandoli |

| Arbitro: | Gonella (Torino) |

|              |           |  |
| Saltutti 18’ | Marcatori |  |

| Ascoli Piceno 9 maggio 1976 29ª giornata | Ascoli              | 0 – 0 | Bologna | Stadio Cino e Lillo Del Duca\| Arbitro: \| Menicucci (Firenze) \| |
| Arbitro:                                 | Menicucci (Firenze) |       |         |                                                                   |

| Arbitro: | Bergamo (Livorno) |

|                   |           |           |
| S. Pellegrini 60’ | Marcatori | 24’ Silva |

### Coppa Italia

#### Primo turno
| Ascoli Piceno 27 agosto 1975 1ª giornata | Ascoli              | 0 – 0 | Lazio | Stadio Cino e Lillo Del Duca\| Arbitro: \| Panzino (Catanzaro) \| |
| Arbitro:                                 | Panzino (Catanzaro) |       |       |                                                                   |

| Arbitro: | R. Lattanzi (Roma) |

|  |           |             |
|  | Marcatori | 32’ Morello |

| Varese 7 settembre 1975 3ª giornata | Varese                       | 0 – 0 | Ascoli | Stadio Franco Ossola\| Arbitro: \| Agnolin (Bassano del Grappa) \| |
| Arbitro:                            | Agnolin (Bassano del Grappa) |       |        |                                                                    |

| Ascoli Piceno 14 settembre 1975 4ª giornata | Ascoli              | 0 – 0 | Brescia | Stadio Cino e Lillo Del Duca\| Arbitro: \| Menicucci (Firenze) \| |
| Arbitro:                                    | Menicucci (Firenze) |       |         |                                                                   |

## Statistiche

### Statistiche dei giocatori
In campionato: 19 reti segnate da 5 giocatori.
| Giocatore    | Serie A  | Serie A | Serie A     | Serie A    | Coppa Italia | Coppa Italia | Coppa Italia | Coppa Italia | Totale   | Totale | Totale      | Totale     |
| Giocatore    | Presenze | Reti    | Ammonizioni | Espulsioni | Presenze     | Reti         | Ammonizioni  | Espulsioni   | Presenze | Reti   | Ammonizioni | Espulsioni |
| ------------ | -------- | ------- | ----------- | ---------- | ------------ | ------------ | ------------ | ------------ | -------- | ------ | ----------- | ---------- |
| M. Grassi    | 28       | -28     | 0           | 0          | 3            | -0           | 0            | 0            | 31       | -28    | 0           | 0          |
| A. Recchi    | 2        | -6      | 0           | 0          | 1            | 0            | 0            | 0            | 3        | -6     | 0           | 0          |
| A. Logozzo   | 27       | 0       | 0           | 0          | 4            | 0            | 0            | 0            | 31       | 0      | 0           | 0          |
| E. Perico    | 30       | 0       | 0           | 0          | 4            | 0            | 0            | 0            | 34       | 0      | 0           | 0          |
| F. Scorsa    | 19       | 0       | 0           | 0          | 3            | 0            | 0            | 0            | 22       | 0      | 0           | 0          |
| G. Castoldi  | 29       | 0       | 0           | 0          | 3            | 0            | 0            | 0            | 32       | 0      | 0           | 0          |
| G. Legnaro   | 13       | 0       | 0           | 0          | 1            | 0            | 0            | 0            | 14       | 0      | 0           | 0          |
| M. Colautti  | 7        | 0       | 0           | 0          | 1            | 0            | 0            | 0            | 8        | 0      | 0           | 0          |
| D. Anzivino  | 2        | 0       | 0           | 0          | 0            | 0            | 0            | 0            | 2        | 0      | 0           | 0          |
| G. Mancini   | 4        | 0       | 0           | 0          | 0            | 0            | 0            | 0            | 4        | 0      | 0           | 0          |
| M. Morello   | 26       | 1       | 0           | 0          | 4            | 1            | 0            | 0            | 30       | 2      | 0           | 0          |
| S. Gola      | 28       | 6       | 0           | 0          | 3            | 0            | 0            | 0            | 31       | 6      | 0           | 0          |
| E. Salvori   | 20       | 0       | 0           | 0          | 4            | 0            | 0            | 0            | 24       | 0      | 0           | 0          |
| M. Vivani    | 19       | 0       | 0           | 0          | 3            | 0            | 0            | 0            | 22       | 0      | 0           | 0          |
| A. Calisti   | 4        | 0       | 0           | 0          | 1            | 0            | 0            | 0            | 5        | 0      | 0           | 0          |
| E. Minigutti | 19       | 0       | 0           | 0          | 2            | 0            | 0            | 0            | 21       | 0      | 0           | 0          |
| F. Landini   | 3        | 0       | 0           | 0          | 0            | 0            | 0            | 0            | 3        | 0      | 0           | 0          |
| M. Silva     | 25       | 5       | 0           | 0          | 4            | 0            | 0            | 0            | 29       | 5      | 0           | 0          |
| P. Ghetti    | 25       | 2       | 0           | 0          | 4            | 0            | 0            | 0            | 29       | 2      | 0           | 0          |
| F. Zandoli   | 24       | 5       | 0           | 0          | 4            | 0            | 0            | 0            | 28       | 5      | 0           | 0          |